# 指数型
在复分析中，一个全纯函数被称为是指数型C的，如果存在实常数C使得当|z|→∞时，该函数的增长被限定于指数函数eC|z|。

## 基本思想
定义在复平面上的函数f(z)被称为是指数型的，如果存在实常数M和τ使得当{\displaystyle r\to \infty }时，
{\displaystyle |f(re^{i\theta })|\leq Me^{\tau r}}。
这里，复变量z被特意写成{\displaystyle z=re^{i\theta }}的形式，以强调这个约束必须在所有方向θ上满足。若用τ表示所有满足条件的τ的下确界，我们就称函数f是指数型τ的。
例如，我们可以称{\displaystyle f(z)=\sin(\pi z)}为指数型π的，因为π是在虚轴上可以界定住{\displaystyle \sin(\pi z)}的增长的最小的数（并且在其他方向上也可以被π界定住）。因此，卡尔森定理对这个样例不适用，因为它要求函数的指数型严格小于π。类似地，欧拉-麦克劳林公式也不适用，因为它也表达了一个根植于差分理论的定理。